# Tomahawk (film)
Tomahawk is een Amerikaanse film uit 1951 van George Sherman met in de hoofdrollen Van Heflin en Yvonne De Carlo.
De film is ook bekend als slag bij de Powder River en is gebaseerd op de echt gebeurde slag uit 1876. Het scenario voor de film is gebaseerd op een verhaal van Daniel Jarett en beschrijft de strijd tussen de Amerikaanse cavalerie en indianen na de vondst van goud op indiaans grondgebied.
Tomahawk was in 1951 redelijk succesvol in de bioscopen, maar is inmiddels vrijwel vergeten. De film wordt geprezen vanwege de gunstige weergave van indianen. In veel westerns uit die jaren vijftig werden indianen afgebeeld als gillende wilden die geen recht hadden op hun land. De film laat zien dat er veel misverstanden waren tussen de Amerikaanse regering en de indianenstammen en dat hun veel onrecht is aangedaan.

## Verhaal
Op het land van de Sioux wordt in 1866 goud gevonden. Ondanks een eerder verdrag tussen de Amerikaanse regering en de indianen bouwt het leger een fort op hun grondgebied. In Wyoming wordt een conferentie belegd tussen de Amerikaanse overheid en de opperhoofden van de Sioux. De overheid wil een weg aanleggen over het gebied van de Sioux, de Bozeman Trail. Een van de sprekers op de conferentie is Jim Bridger, een scout van het leger en bonthandelaar. Bridger is getrouwd geweest met een indiaanse en pleit voor het indianenstandpunt. Hij is van mening dat de aanleg van de weg de jachtgebieden van de Sioux zal bedreigen. Als hij onthult dat het leger al bezig is met de aanleg van een fort, loopt de aanvoerder van de Sioux, Red Cloud, boos weg. Tegen Bridger zegt Red Cloud dat hij zijn krijgers zal voorbereiden op een oorlog, maar niet van plan is te vechten tenzij hij wordt uitgedaagd. Bridger trekt naar het fort met zijn voogdijkind Monahseetah, een jonge indiaanse. Ze ontmoeten luitenant Dancy en Monahseetah zegt later dat ze de luitenant denkt te kennen. Volgens haar was hij verantwoordelijk voor een slachtpartij waarbij haar stam werd uitgeroeid. Niet lang daarna begeleidt Dancy de vaudevilleartiesten Dan Castello en Julie Madden met hun huifkar. Dancy, een indianenhater, schiet zonder aanleiding een Siouxkrijger dood. In de tegenaanval van de indianen wordt Castello ernstig verwond door een pijl. Terug in het fort schept Dancy op tegen Julie over zijn avonturen tijdens de gevechten met de indianen bij de Colorado Volunteers. Julie is echter weinig onder de indruk. Ze is meer in de ban van Bridger die het leven van haar oom Castello redt door de pijl te verwijderen. Niet lang daarna ontdekt Bridger dat de Sioux zich voorbereiden op een oorlog. Dancy en kapitein Fetterman, ook een indianenhater, willen in de aanval, maar worden tegengehouden door kolonel Carrington, die de leiding heeft. Niemand mag het fort verlaten. Julie Madden overtreedt de regel en ontsnapt voor even de muren van het fort. Ze wordt bijna vermoord door passerende Sioux en Bridger wordt gedwongen de zoon van Red Cloud te doden om haar te redden. Bridger onthult aan Julie dat hij zijn vrouw is verloren tijdens een slachting waarbij de hele stam werd uitgeroeid door de Colorado Volunteers. Julie onthult nu dat Dancy hierover heeft opgeschept. Intussen klinken de oorlogstrommels van de indianen steeds dreigender en de soldaten worden zenuwachtig. Dancy en Fetterman negeren de orders van Carrington en samen met een grote groep soldaten achtervolgen ze een klein detachement Sioux. Het is echter een val en alle soldaten behalve Dancy worden afgeslacht. De laatste verbergt zich in het woud in de buurt waar hij wordt gevonden door Bridger. Als Bridger hem confronteert met zijn praatjes over indianenslachtingen geeft Dancy zijn rol toe. De mannen vechten, maar Dancy weet te ontvluchten. Niet lang daarna wordt hij geveld door een pijl van de Sioux. Intussen krijgen de soldaten van Carrington nieuwe wapens, de zogenaamde achterladers. In tegenstelling tot de oude wapens, die na elk schot opnieuw geladen moesten worden, kunnen de nieuwe geweren sneller geladen worden. De Sioux verliezen snel terrein en krijgen uiteindelijk toestemming om zich terug te trekken met hun doden. Het laatste woord is echter voor de indianen. Vanuit Washington komt bericht dat het fort en de weg worden gesloten en er een nieuw verdrag komt met garanties voor het grondgebied van de Sioux.

## Rolverdeling
| Acteur          | Personage          |
| --------------- | ------------------ |
| Van Heflin      | Jim Bridger        |
| Yvonne De Carlo | Julie Madden       |
| Alex Nicol      | Lieutenant Dancy   |
| Preston Foster  | Colonel Carrington |
| Jack Oakie      | Sol Beckworth      |
| Tom Tully       | Dan Castello       |
| John War Eagle  | Red Cloud          |
| Rock Hudson     | Burt Hanna         |
| Susan Cabot     | Monahseetah        |

## Achtergrond
De film is gebaseerd op waargebeurde gebeurtenissen rond de Slag om Powder River en de Fettermanslachting uit 1868. Jim Bridger (1804-1881) heeft echt bestaan en was vermoedelijk de eerste blanke die het Grote Zoutmeer in Utah zag. Hij was een gids voor het Amerikaanse leger en de stichter van Fort Bridger. Hoewel hij was betrokken bij het uitzetten van de Bozeman Trail, was hij niet betrokken bij de Siouxopstand van 1866. Ook kapitein William J. Fetterman heeft bestaan. Samen met tachtig soldaten liep Fetterman op 21 december 1866 in een hinderlaag. Hij werd samen met zijn mannen gedood door een grote groep Sioux, Cheyennes en Arapaho's. Het incident maakte een einde aan de carrière van kolonel Henry B. Carrington. Hij werd voor de krijgsraad gebracht en uit het leger ontslagen. Moderne historici zijn van mening dat Carrington geen opdracht heeft gegeven voor de aanval van Fetterman. Volgens hen is de verklaring die in de film wordt gegeven, dat Fetterman orders negeerde, de meeste logische. Ook de leider van de Sioux, Red Cloud, heeft echt bestaan, hij stond bekend als een bekwaam leider en groot strateeg. In november 1868 tekende hij het Verdrag van Fort Laramie. Het verdrag verzekerde het vertrek van de aanwezigheid van het Amerikaanse leger bij de Powderrivier.

## Productie
Aanvankelijk zou Charles Drake de rol van Dancy spelen. Drake kreeg echter een aanbod voor een rol in de film Harvey en werd vervangen door Alex Nicol. Opnames werden gemaakt in Zuid-Dakota in de buurt van Rapid City.